# Neperigea costa
Neperigea costa är en fjärilsart som beskrevs av Barnes och Benjamin 1923. Neperigea costa ingår i släktet Neperigea och familjen nattflyn. Inga underarter finns listade i Catalogue of Life.